# Phyllothalestris royi
Phyllothalestris royi is een eenoogkreeftjessoort uit de familie van de Thalestridae. De wetenschappelijke naam van de soort is voor het eerst geldig gepubliceerd in 1928 door Monard.